# Parc national Beedelup
Le parc national Beedelup est situé à 277 km au sud de Perth, capitale de l'Australie occidentale et à 10 km à l'ouest de Pemberton.
C'est une zone de marécage.
Le parc est surtout planté de karris avec parfois un mélange de jarrahs et de marris. Sa principale attraction est les chutes Beedelup qui ont leur plus fort débit en hiver et au printemps. Un pont suspendu construit en 1995, permet de traverser la rivière et d'admirer les chutes.